# ヴェンカタ2世
ヴェンカタ2世（テルグ語：వేంకట, タミル語：வெங்கட, Venkata II, 生年不詳 - 1614年10月）は、南インドのヴィジャヤナガル王国、アーラヴィードゥ朝の君主（在位：1586年 - 1614年）。本名はヴェンカタパティ・デーヴァ・ラーヤ（Venkatapati Deva Raya）という。
ヴィジャヤナガル王国最後の偉大な王と呼ばれ、デカンのビジャープル王国とゴールコンダ王国を撃退して、内政面でも統治に尽力し、その28年の治世の間に王国に最後の輝きを与えた。

## 生涯

### 即位以前
1565年1月、ヴェンカタの叔父にあたるラーマ・ラーヤは、デカン・スルターン朝とのターリコータの戦いで敗れて死亡した。そののち、その弟で父ティルマラ・デーヴァ・ラーヤは首都をペヌコンダに遷し、1569年にトゥルヴァ朝を廃してアーラヴィードゥ朝を開いた。
ティルマラ・デーヴァ・ラーヤは即位したのち、ヴィジャヤナガル王国をアーンドラ地方、カルナータカ地方、タミル地方に3分割し、ヴェンカタを含む3人の息子に統治させ、彼はアーンドラ地方のチャンドラギリを統治した。
1572年に兄のシュリーランガ1世が即位すると、彼はその補佐にあたって、衰退する王国を支えた。特にこの時期、デカン・スルターン朝のビジャープル王国とゴールコンダ王国の侵入が頻繁になってきて、ヴィジャヤナガル王国の領土を奪い取っていった。
ヴェンカタが長官として統治するアーンドラ地方はゴールコンダ王国と国境を隣接する地域だったが、彼は王国に忠実だったタンジャーヴール・ナーヤカ朝の助力を得て、幾度となく戦いを交えた。

### ビジャープル及びゴールコンダとの戦い

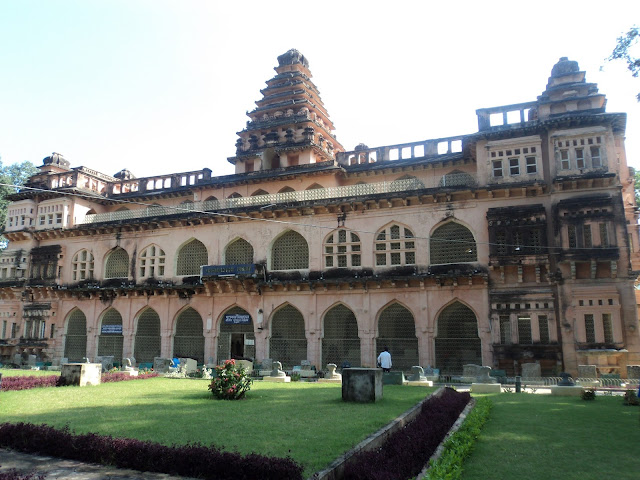
チャンドラギリの王城、チャンドラギリ城

1586年1月、兄シュリーランガ1世が息子なくして死亡すると、彼がヴェンカタ2世となって、ヴィジャヤナガル王国の王座についた。
ヴェンカタ2世は即位すると王国の領土回復に努め、ビジャープル王国とゴールコンダ王国と戦争を行い外敵の侵入を食い止めようとした。
1588年にはビジャープル王国とゴールコンダ王国の連合軍に大勝し、ヴィジャヤナガル王国は一時領土と勢力を回復した。その後もタンジャーヴール・ナーヤカ朝の助力を得てゴールコンダ王国と戦い、 クリシュナ川まで王国の領土を回復した。
また、ヴェンカタ2世はこれらに対抗するため、1592年に首都をペヌコンダからかつて自身が統治したチャンドラギリに遷都した。

### 外国との同盟

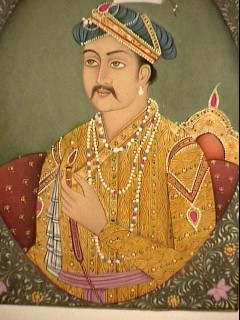
アクバル

ヴェンカタ2世はオランダ、スペインなどと修好を結び、ムスリム5王国と対立していた北インドのムガル帝国とも同盟を結ぼうとし、南北から挟撃しようとする壮大な計画を立てた（ただし、これは実現しなかった）。
事実、16世紀末から17世紀初頭にかけて、ヴェンカタ2世とムガル帝国の皇帝アクバルは何度も書簡のやり取りをしており、1600年にヴェンカタ2世はチャンドラギリに訪れたアクバルの使節と面会した。
また、スペインの書簡では、ヴェンカタ2世は外国勢力に非常に理解を示したとされ、スペインのイエズス会士は1600年頃までにヴェンカタ2世のことを
| 「 | 「この東洋のあらゆる諸王の中で、我々の会に対して最も親愛の情を示すジェインダル（異教徒）のひとり」 | 」 |

と記すなど、友好的な記述が多数ある。

### 最後の名君

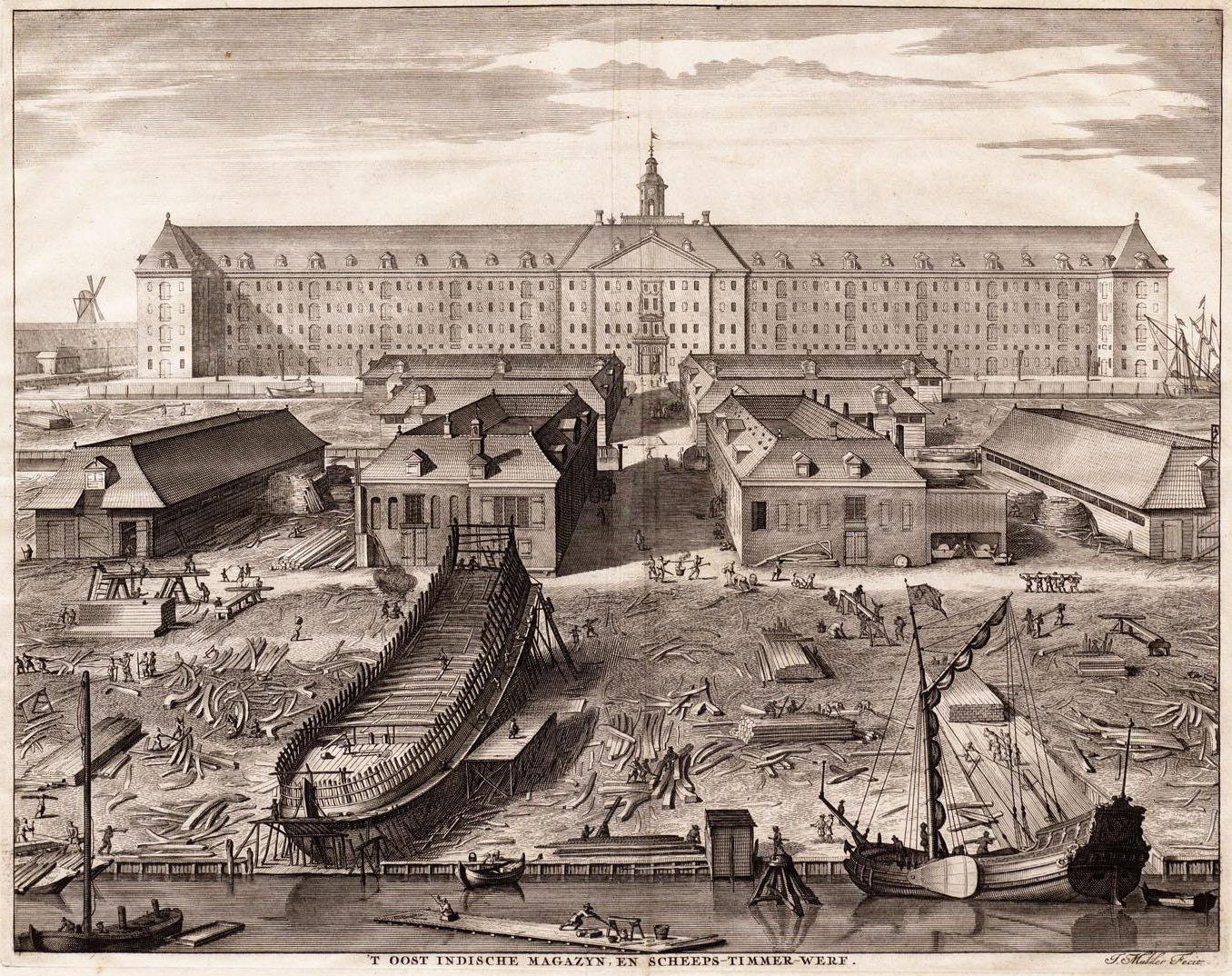
オランダ東インド会社の商館

ヴェンカタ2世は内政面でも優れた統治能力を発揮して、タミル地方のナーヤカ反乱を掃討し、荒廃した農村の復興にも尽力し、宗教的にもきわめて寛容であった。ヴェンカタ2世は反乱を起こしたタミル地方のナーヤカを掃討する過程で、1604年にヴェールールのナーヤカを討ち、自身はそこに移り住んだ。
ヴェンカタ2世は慈愛の深さで知られ、人民にも愛され慕われ、まさにヴィジャヤナガル王国最後の名君であった。彼の統治により、ヴィジャヤナガル王国は最後の輝きを享受したのだった。
だが、オランダ人の牧師でありオランダ東インド会社のアブラハム・ロヘリウスは、ヴィジャヤナガル王国の歴代の王が聖地として保護してきたティルパティの寺院の状態から、ヴェンカタ2世の治世をこう批判している。
| 「 | 「しかしながら、ブラーミネ（バラモン）のパドマナーマによると、このトリペティ（ティルパティ）の寺院はかつて今よりもはるかに豊かであったという。（略）昔の王は、寺院が貢物を保有し続けることを認めたものであり、寺院の維持のために必要でないかぎり、寺院の宝庫からいかなる富も引き出すことはなかった。しかるに今の諸王はちがう。ヴェインカタペティ王（ヴェンカタ2世）はどうしても資金が必要だと宣して、この寺院の宝庫から金を引き出した。彼はこの神聖な寺院を害したり略奪したりしたとは見られたくはなかったので、引き出した金額の約束手形を寺院に渡して、王国が好転したときには返済すると請け負った」 | 」 |

しかし、このことから、ヴィジャヤナガル王国がビジャープル王国やゴールコンダ王国などとの戦争で財政が逼迫していたと考えられ、ヴェンカタ2世がそのような状況にもかかわらず返済を約束したことはその誠実さをうかがわせる。

### 反撃と死

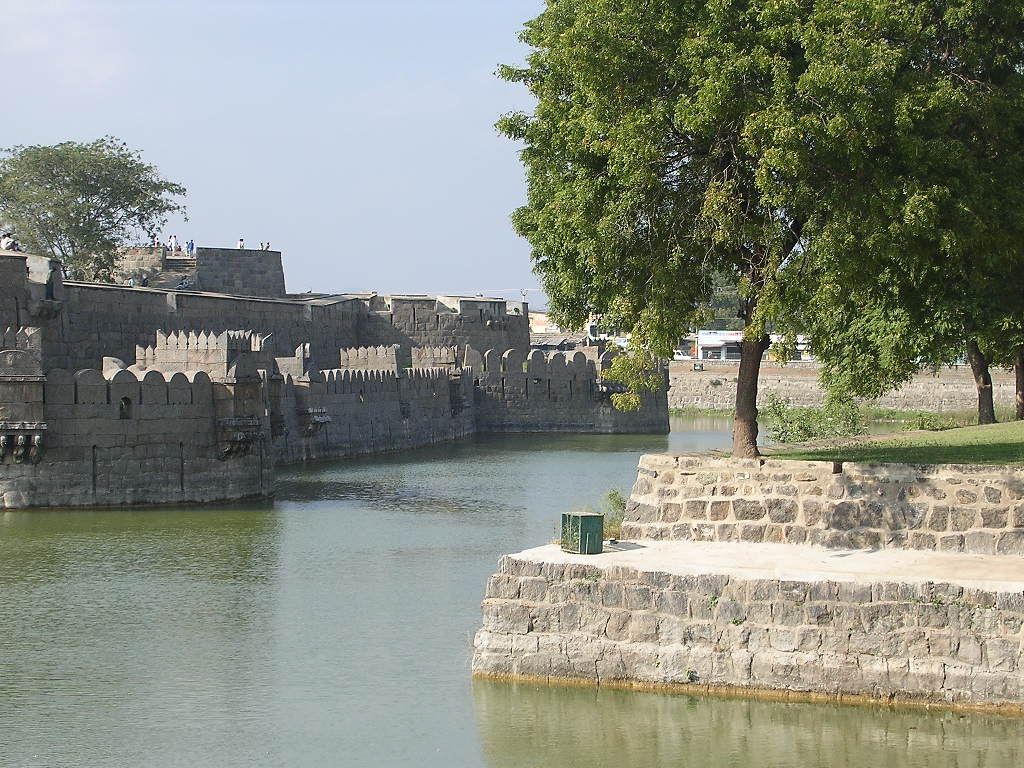
ヴェールールの王城、ヴェールール城

しかし、ヴィジャヤナガル王国はその後再びビジャープル王国、ゴールコンダ王国に逆襲され、1606年にヴェンカタ2世は王都をチャンドラギリからヴェールールと南へと遷都しなければならなかった。
また、1610年にはマイソール王国が独立を表明するなど、ヴィジャヤナガル王国の衰運を止めることはできなかった。
この頃、ヴェンカタ2世はかなりの高齢だったようで、同年2月にスペイン王フェリペ3世がゴア副王に宛てた書簡は、次のようにその死後に王位継承をめぐる争いが起こるだろうことも示唆されていた。
| 「 | 「余は以下のような情報を得ている。ビスネーガ（ヴィジャヤナガル）の王（ヴェンカタ2世）はずいぶん年老いており、王位を狙う者が3人いるので、彼が死ぬと分裂する可能性が高い」 | 」 |

こうした情勢の中、1614年10月に老王ヴェンカタ2世はヴェールールで死亡した。死因はおそらく老衰によるものと思われる。その死に際し、3人の妃がサティー（寡婦殉死）したという。
ヴェンカタ2世の死に関する情報はその後、スペインのゴア副王には同年12月31日、マスリパトナムのスペイン勢力の下には10月25日、また別の話では10月28日に伝わったのだという。

## ヴィジャナガル王国の滅亡

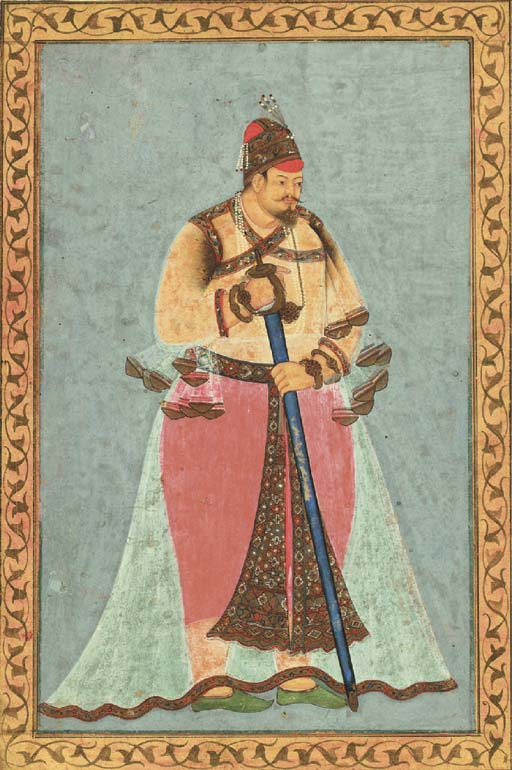
イブラーヒーム・アーディル・シャー2世

ヴェンカタ2世の死はヴィジャヤナガル王国の真の終焉をあらわしており、以降王国は急速に崩壊していった。
ヴェンカタ2世の死後、王位は彼の指名を受けていた甥のシュリーランガ2世が継承した。だが、ヴェンカタ2世の息子ジャッガ・ラーヤも王位を宣し、この内乱にシェンジ、マドゥライ、タンジャーヴールといった各地のナーヤカも加担するなど、国内は混乱に陥った。
結局、同年にシュリーランガ2世とその家族は殺され、ジャッガ・ラーヤが王となったが、1617年にシュリーランガ2世の息子ラーマ・デーヴァ・ラーヤにトップールの戦いで殺された。だが、新たな王ラーマ・デーヴァ・ラーヤは暴政の限りを尽くす滅茶苦茶な男で、この王の統治で王国の寿命はさらに短くなった。
その後、1642年4月、ヴェンカタ3世の治世、ヴィジャヤナガル王国の主力軍とヴェールゴーティ・ティンマ・ナーヤカとダーマルラ・ヴェンカタ・ナーヤカの援軍が、ゴールコンダ王国の軍44,000に敗れた。
そして、1649年にシュリーランガ3世の治世、ヴィジャヤナガル王国はビジャープル王国に滅ぼされた。